# Das unsichtbare Mädchen
Das unsichtbare Mädchen ist ein deutscher Kriminalfilm des Regisseurs Dominik Graf. Die Geschichte ist angelehnt an den realen Fall Peggy.

## Handlung
Der Berliner Kommissar Niklas Tanner wird auf eigenen Wunsch zur Mordkommission im oberfränkischen Sihl nahe der tschechischen Grenze versetzt. Bei einer Betriebsfeier im nahe gelegenen Eisenstein landet er mit seinem Vorgesetzten, Hauptkommissar Wilhelm Michel, in der Kneipe Bärenstüberl, die durch eine rote Linie zweigeteilt ist. Dort sieht er an der Wand das Bild eines Mädchens mit dem Text „Sina, du wirst immer bei uns sein!“ sowie die Botschaft „Ecco, wir vergessen Dich nicht!“ Zudem lernt er den pensionierten Hauptkommissar Josef Altendorf kennen.
Nach seinem ersten Arbeitstag ist Tanner auf dem Rückweg nach Berlin, als er auf der Straße eine tote Frau überfährt. Es handelt sich um Eva Lorant, die vor neun Jahren als Zeugin in dem Fall Sina Kolb ausgesagt hat: das achtjährige Mädchen war 2001 im beschaulichen Eisenstein nahe Sihl plötzlich verschwunden. Es gibt keine Leiche in diesem Fall, den ursprünglich Joseph Altendorf als Leiter der Sonderkommission bearbeitet hat. Als Tanners heutiger Vorgesetzter, Hauptkommissar Michel, den Fall auf Anweisung des damaligen Landrats (und heutigen Innenministers) übernommen hat, wurde schnell ein Täter präsentiert; der geistig behinderte Emanuel Stock, genannt Ecco, ist nach dreitägigem Verhör durch Michel zusammengebrochen und hat den Mord gestanden. Obwohl er später widerrufen und auch der von ihm genannte Fundort der Leiche sich als unwahr erwiesen hat, wurde Ecco verurteilt. Die Markierungslinie im Bärenstüberl zeigt noch heute, wer an Eccos Unschuld glaubt und wer nicht. Ecco ist der Sohn des Wirts. Tanner findet in der Wohnung von Eva Lorant eine Sammlung von Zeitungsausschnitten zum Fall Sina Kolb und beginnt damit, den Fall erneut aufzurollen. Rasch wird klar, dass er schlafende Hunde geweckt hat. Michel versucht alles, um ihn von Nachforschungen abzuhalten. Altendorf wiederum führt Tanner in seinen Keller, in dem er dutzende Akten zum Fall Sina gesammelt hat. Michel lässt Eva Lorants Mann, der Trinker ist und zu Gewaltausbrüchen neigt, festnehmen. Er versucht ihm den Mord an seiner Frau einzureden und erhält durch Suggestiv-Fragen eine Aussage, die indirekt als Geständnis gewertet werden könnte. Bald darauf wird Lorant in seiner Zelle erhängt aufgefunden und der Fall scheint geklärt. Michel ist erleichtert, aber auch Innenminister Dr. Max Helwig, der Nachfolger von Ministerpräsident Bergmann werden will.
Tanner jedoch forscht weiter. Eines Tages überrascht er in seinem Hotelzimmer einen Tschechen und folgt seinem Wagen, der ihn zum Luzi-Club, einem Bordell hinter der tschechischen Grenze, führt. Von Sinas Mutter Inge-Maria Kolb erfährt er kurz darauf, dass Eva Lorant einige Tage vor ihrem Tod bei ihr gewesen sei und ihr berichtet habe, dass sie Sina in einem Supermarkt an der tschechischen Grenze gesehen hätte – in Ronfeld, wo auch der Luzi-Club steht. Sie habe dies auch Michel telefonisch mitgeteilt. Tanner erfährt von Inge-Maria auch, dass Michel Sinas Vater ist. Tanner fährt zum Luzi-Club und gibt sich als Freier aus. Er wird in einen Raum mit jungen Mädchen gebracht. In einer jungen Frau, die Getränke serviert, erkennt er Sina wieder. Er will sie entführen, tötet dabei in Notwehr einen der Nachtclubangestellten und wird schließlich in seinem Wagen von Angestellten des Luzi-Clubs zusammengeschlagen. Sie lassen ihn auf einem Feld zurück, wo er von der Polizistin Evelin Fink, seiner Kollegin, gerettet wird. Sie war einst auf Michels Seite, arbeitet nun jedoch für Altendorf. Nach Tanners Bericht und seiner Aussage, dass er einen Mann ermordet habe, wird der Luzi-Club geräumt. Aber weder die Leiche des Mannes noch Sina können gefunden werden. Michel tut Tanners Aussage als Erfindung ab, doch kurze Zeit später findet sich in einem Steinbruch eine Frauenleiche, die als Sina Kolb identifiziert wird. Die Beisetzung findet statt und der vor Jahren als Sinas Mörder verurteilte Ecco wird aus der forensischen Psychiatrie entlassen. 
Für den Karriereplan des Innenministers wird der Fall Sina Kolb zum Stolperstein; ihm werden für seine Amtszeit als Landrat Verbindungen zum Luzi-Club nachgewiesen. Helwig tritt von seinen Ämtern zurück. Dagegen erscheint Michel wie unantastbar, er begrüßt in aller Öffentlichkeit den entlassenen Ecco. Altendorf erschießt Michel, und Tanner hilft ihm dabei, den Mord zu vertuschen. Altendorf lebt einige Zeit später an der See, wo ihn Tanner besucht. Es konnte nicht herausgefunden werden, wer Sina vor Jahren entführt und jetzt getötet hat. Auch nach Michels Mörder wird weiter gesucht.

## Produktion
Das unsichtbare Mädchen wurde vom 5. Juli bis 9. August 2011 in München, Hof, auf Amrum und Sylt sowie in Schwarzenbach an der Saale gedreht. Der Film wurde nach der Uraufführung bei den Hofer Filmtagen im Oktober 2011 am 30. März 2012 zuerst auf Arte gezeigt. Das unsichtbare Mädchen erschien 2012 zusammen mit vier weiteren Filmen in der Reihe Neuer Deutscher Krimi auf DVD.

## Rezeption

### Einschaltquoten
Die Ausstrahlung von Das unsichtbare Mädchen im ZDF als Fernsehfilm der Woche am 29. Oktober 2012 wurde in Deutschland von 5,64 Millionen Zuschauern gesehen und erreichte einen Marktanteil von 23,7 %; in der Gruppe der 14- bis 49-jährigen Zuschauer wurde ein Marktanteil von 9,4 % erreicht.

### Kritiken
„Richtig gut ist sein neuer Film immer da, wo er die psycho-ökonomischen Kraftströme der Dorfregion ausleuchtet. Da entwickelt Graf fast die Schärfe wie bei seinem Luden-Porträt ‚Hotte im Paradies‘ aus dem Jahr 2002, in dem er den unternehmerischen Überlebenskampf eines Westberliner Zuhälters schildert.“

„Atemberaubend, wie Graf ahnungsvolle, fast mystische Verbindungen schafft zwischen Menschen und Schauplätzen und Szenen. Wie er wechselt zwischen dem introvertierten und dem extrovertierten Schmerz. Wie er die Einsamkeiten seiner Helden zusammenschließt. Graf macht ein Kino der Grenzerfahrungen, der Grenzland-Erfahrungen. Am Rande des Deliriums. Das Geschäft mit dem Sex, jenseits der Grenze, heißt es mal, hat die Liebe kaputtgemacht.“

„Ein Schnittfeuerwerk aus Zooms und Detailaufnahmen: grinsende Puppenköpfe, ausgestopfte Füchse, eine Ritterrüstung. Nachgezählt! Überhitzte Geschlechterkriege, bajuwarischer Politikklüngel, fränkische Frömmelei, provinzielle Garstigkeit werden hier übereinander gehäuft, rasend schnell, hitzig, ungeschliffen, leicht anrüchig und irgendwo zwischen beißender Parodie, Melo-Porn und Psychothriller. Bei Graf braucht man nicht mehr zappen, er stopft alles in den einen, fiebrigen Jetztmoment.“

### Auszeichnungen
Die Drehbuchautoren Friedrich Ani und Ina Jung gewannen für Das unsichtbare Mädchen 2012 den Bayerischen Fernsehpreis. Beim Deutschen Fernsehpreis waren 2012 Ulrich Noethen und Silke Bodenbender für ihre Rollen als beste Schauspieler nominiert. Das unsichtbare Mädchen war im selben Jahr beim Fernsehfilm-Festival Baden-Baden für den 3sat-Zuschauerpreis nominiert; Ulrich Noethen gewann für seine Rolle den Preis für eine herausragende darstellerische Leistung. Zudem erhielt Das unsichtbare Mädchen 2012 eine DIVA als bester Film.
Bei der Goldenen Kamera war der Film 2013 in den Kategorien „Bester Fernsehfilm“, „Beste deutsche Schauspielerin“ (Silke Bodenbender) und „Bester deutscher Schauspieler“ (Ulrich Noethen) nominiert.